# Lohkva
Koordinaten: 58° 22′ N, 26° 48′ O

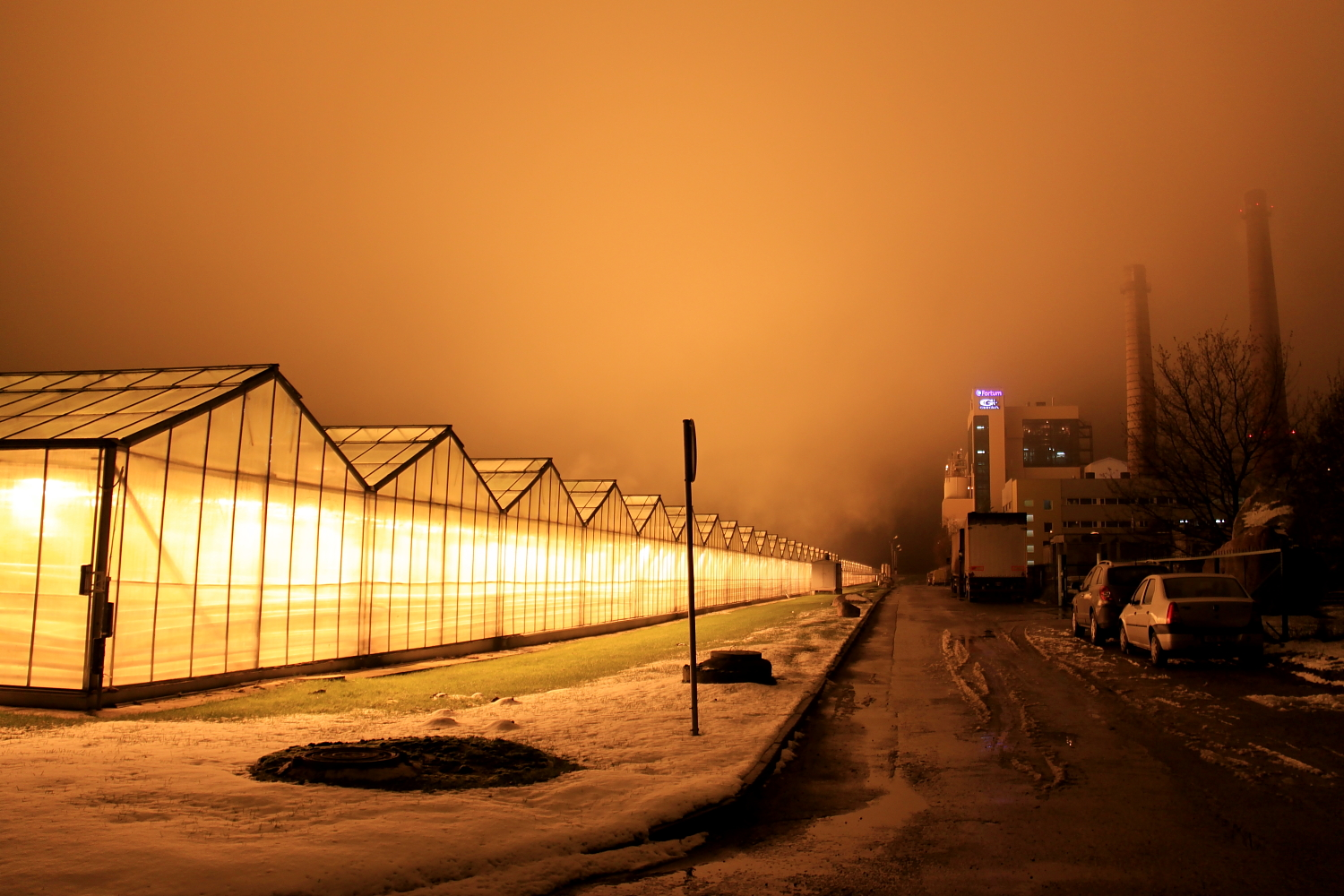
Gewächshäuser und Kraftwerk in Lohkva

Lohkva (deutsch Lofkatten) ist ein Dorf (estnisch küla) in der estnischen Landgemeinde Luunja (Lunia) im Kreis Tartu. Es hat 903 Einwohner (Stand 1. Januar 2010).

## Lage und Geschichte
Lohkva liegt am östlichen Stadtrand der zweitgrößten estnischen Stadt Tartu (Dorpat). Der Ort wurde erstmals 1220 unter dem Namen Lovecotte in der Chronik Heinrich von Lettlands erwähnt.
Vom Friedhof Lohkvas aus hat der Besucher einen schönen Blick über das Urstromtal des Flusses Emajõgi (Embach). 1935 wurde auch ein jüdischer Friedhof in Lohkva angelegt, der von der 1918 gegründeten jüdischen Gemeinde von Tartu verwaltet wird. Das historische Friedhofsgebäude wurden 1944 von deutschen Truppen zerstört.

## Persönlichkeiten
Lohkva ist der Geburtsort des estnischen Komponisten David Otto Wirkhaus (1837–1912) und des Schriftstellers Karl Eduard Sööt (1862–1950). Ein Gedenkstein an Sööts Geburtshaus auf dem elterlichen Mühlenhof erinnert heute an den beliebten Lyriker.